# Cryptus sokotranus
Cryptus sokotranus är en stekelart som beskrevs av Kohl 1906. Cryptus sokotranus ingår i släktet Cryptus och familjen brokparasitsteklar. Inga underarter finns listade i Catalogue of Life.